# Lamin Ceesay (Politiker, I)
Lamin Ceesay (* im 20. Jahrhundert) ist ein gambischer Politiker.

## Leben
| Parlamentswahl | Stimmen | Stimmanteil |
| -------------- | ------- | ----------- |
| 2007           | 3.182   | 52,49 %     |

Lamin Ceesay trat als Kandidat der United Democratic Party (UDP) bei den Parlamentswahlen in Gambia 2007 im Wahlkreis Sami an. Er konnte sich gegen seinen Gegenkandidaten Edrissa Samba Lamtoro Sallah von der Alliance for Patriotic Reorientation and Construction (APRC) durchsetzen und gewann den Wahlkreis und damit erlangte er einen Sitz in der Nationalversammlung. Bei den Wahlen 2012 trat Ceesay nicht an.